# Керамиднишка базилика
Керамиднишката базилика (на македонска литературна норма: Ќерамиднишка базилика) е раннохристиянска православна базилика, чиито руини са открити в античната крепост Калата, край царевоселското село Дулица, Северна Македония.

## Местоположение
Базиликата е разположена в южната част на предградието на острова Калата.

## Описание
Открита е при защитни разкопки в 1968/1969 година. Представлява еднокорабна църква с нартекс, трем и ограден двор от южната страна, като има следи и от анекс. От вътрешната страна на апсидата е запазен синтрон със седалка в средата. Подът в апсидното пространство е от фина мазилка. Сред строителния материал са намерени тегули и имбрекси, сигнирани с букви.